# Peceiu, Sălaj
Peceiu (în maghiară: Pecsély) este un sat în comuna Bănișor din județul Sălaj, Transilvania, România. Atestat documentar  în anul 1214 sub denumirea de villa Pechely.